# Кеда Дмитро Юрійович
Дмитро́ Ю́рійович Ке́да (4 липня 1995, Луганськ — 4 липня 2014, Слов'янськ, Донецька область) — солдат Збройних сил України. Військовик 79-ї бригади, номер обслуги.

## Життєвий шлях
Народився в 1995 році у Луганську; закінчив луганську ЗОШ. Служив за контрактом, номер обслуги у 79-й окремій аеромобільній бригаді.
З весни 2014-го брав участь у бойових діях. Загинув 4 липня від розриву 120-мм міни при визволенні Слов'янська. Тоді ж поліг Антон Лисечко. Побратими вогнем у відповідь знищили ворожий міномет й розрахунок противника.
Похований в селищі Тельмана у Луганську.

## Нагороди
- 8 вересня 2014 року — за особисту мужність і героїзм, виявлені у захисті державного суверенітету та територіальної цілісності України, вірність військовій присязі під час російсько-української війни, відзначений — нагороджений орденом «За мужність» III ступеня (посмертно).
- недержавна медаль «За визволення Слов'янська» (посмертно).
- На місці загибелі Дмитра встановлено пам'ятний хрест.